# IV. Balduin jeruzsálemi király
IV. Balduin, vagy IV. Leprás Balduin (1161 – Jeruzsálem, 1185. március 16.) Jeruzsálem királya 1174-től egészen haláláig.

## Gyermekkora
Balduin 1161-ben született Amalrik jaffai és aszkaloni gróf, valamint Courtenay Ágnes második gyermekeként, illetve első fiaként. Édesapjának, III. Balduin jeruzsálemi király öccsének ekkor még nem volt kilátása a jeruzsálemi trónra, hiszen fennállt a lehetősége annak, hogy III. Balduinnak fia születik.
1162-ben a király azonban gyermektelenül hunyt el, így jog szerint utóda Amalrik lett volna. A bárói tanács azonban, Ágnes és Amalrik távoli rokonságára hivatkozva csak akkor volt hajlandó elfogadni Amalrikot királynak, ha elválik Ágnestől. Amalrik teljesítette a feltételt, így Ágnes ugyan Jaffa és Aszkalon grófnéja maradt, ám nem lett belőle jeruzsálemi királyné.
Balduin gyermekkorát édesapja udvarában töltötte, alig tartva fenn kapcsolatot az édesanyjával. Az egyház elismerte őt és nénjét, Szibilla hercegnőt törvényes utódoknak, így a trónöröklési sorrendből sem voltak kizárva, tehát Balduin volt a jeruzsálemi trón várományosa.
A trónörökös herceget Türoszi Vilmos, Türosz érseke oktatta történelemre. Ő fedezte fel 1171 környékén, hogy a fiatal herceg leprában szenved. Balduin néhány barátjával játszadozott a palota kertjében, és „állhatatossági próbát tettek: körmüket egymás karjába mélyesztették, és az ifjú herceg volt az egyetlen, akinek arcizma sem rándult”. Abból, hogy a trónörökös nem érzékeli a fájdalmat, Türoszi Vilmos rájött, hogy tanítványa beteg. A betegséget eleinte nem azonosították egyértelműen a leprával, ám ahogy Balduin egyre idősebb lett, úgy vált mind nyilvánvalóbbá, hogy miben is szenved. Fuller véleménye szerint ez „a lepra, amelyet elefantázisnak neveztek, s ártalmas ugyan a beteg számára, de környezetét nem fertőzi”, halálos betegségnek bizonyult, ám Balduin mégis a szokásos módon élt.

## Uralkodása
Amalrik király 1174. július 11-én elhunyt vérhasban, és mivel második házasságából sem született fia, Balduin lett az új király. Az ekkor tizenhárom éves Balduint 1174. július 15-én koronázták meg, ám mivel nem érte még el tizenhatodik életévét, régenst neveztek ki mellé. A régensi pozíciót először Miles de Plancy töltötte be, majd később Amalrik király unokatestvére, III. Rajmund tripoliszi gróf.
Leprásként Balduin nem számíthatott hosszú életre, és gyermekei sem születhettek, így a nemesség és a királyi udvar tagjai között hamar viszály keletkezett a trónutódlás miatt. A királynak nem született fivére, összesen két nővére volt, mindkettő más anyától: Szibilla hercegnő, Balduin édestestvére és Ágnes grófnő leánya Ioveta jeruzsálemi királyi hercegnő és apáca felügyelete alatt nevelkedett Betániában; míg Izabella hercegnő, Balduin mostohatestvére Mária Komnéna bizánci hercegnőtől édesanyjánál, a jeruzsálemi anyakirálynénál élt Nabluszban.

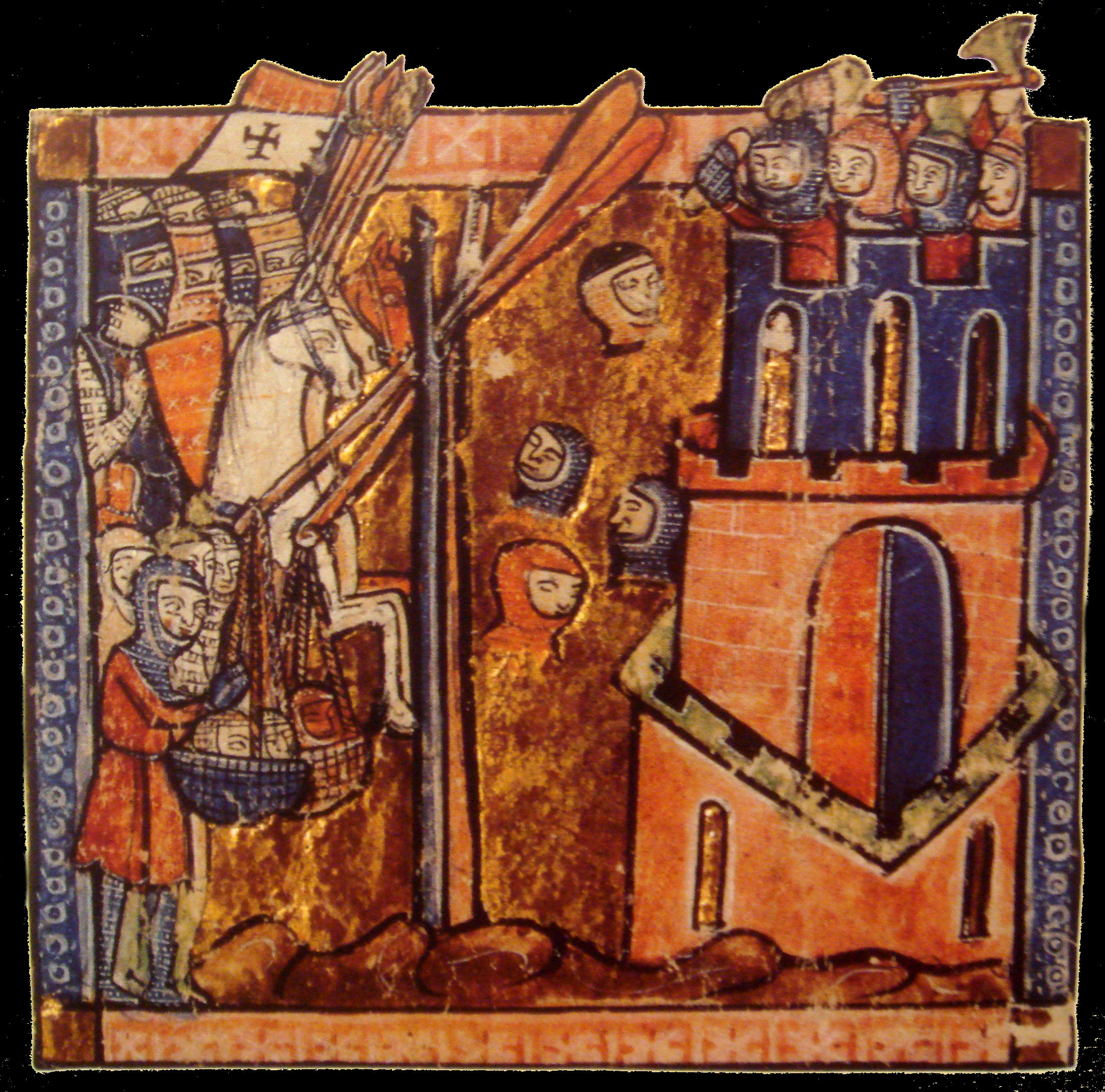
Keresztes várostrom

1175 februárjában a keresztes seregek felmentették a Szaladin által ostromolt Aleppót, ami ugyan muszlim város volt, de nem akart Szaladin fennhatósága alá kerülni. Aleppóban számos keresztény foglyot őriztek, ezeket hálából most elengedték; így szabadult meg Châtilloni Rajnald, házassága révén Antiochia fejedelme. Valamivel később III. Rajmund kétéves fegyverszünetet kötött Balduin nevében a muszlimok vezetőjével, Egyiptom és Szíria szultánjával, Szaláh ad-Dín Juszúffal, ismertebb nevén Szaladinnal. Az egyezményre azért került sor, mert Szaladint lekötötték a síita–szunnita ellentétek, míg Jeruzsálemnek kiskorú uralkodója volt. Az őrgróf igyekezett békés kapcsolatokat kiépíteni Szaladinnal, mivel a háborúskodás nagyon sokba került a királyságnak. Szaladin, aki lovagiasságáról volt híres, hajlott a békülésre, azonban a templomosok és Rajnald fejedelem továbbra is harcolni akart. Rajnald, aki tizenöt éves fogsága alatt elvesztette minden földjét – Antiochia koronája ugyanis mostohafiára szállt, felesége, Konstancia fejedelemnő pedig meghalt –, ezért nőül vette Oultrejordain trónörökösnőjét, és így két kulcsfontosságú vár, Kerak és Montreal is a kezére került. A házasságot I. Mánuel bizánci császár is támogatta, akinél Rajnald a szabadulása után követségben járt egy bizánci–keresztes szövetség létrehozásának jegyében, és akinek az volt az álma, hogy Jeruzsálemben visszaállítja az ortodox pátriarchátust.
III. Rajmund tárgyalásokat kezdett Montferrati Vilmossal. Vilmos első unokatestvére volt VII. Lajos francia királynak és I. Frigyes német-római császárnak, és III. Rajmund őt szemelte ki, hogy férje legyen IV. Balduin király nővérének, Szibilla hercegnőnek. Vilmos 1175 októberében érkezett meg a Szentföldre, és feleségül vette Szibillát, így megkapva a jaffai és aszkaloni grófi címet. III. Rajmund előrelátóan úgy vélte, hogy Vilmos gróf képes lesz pótolni a királyt, ha Balduin a betegsége miatt már nem tudja ellátni a feladatait, illetve hogy Balduin halála után Vilmos és Szibilla lesznek majd a királyság társuralkodói.
A király Rajnaldot és Vilmost bízta meg a déli határ vonalának védelmével, ám júniusban Vilmos több héten át tartó betegség után elhunyt Aszkalonban. Szibilla hercegnő így özvegyen maradt egyetlen fiával, Balduinnal.

### Egyeduralma
III. Rajmund régenskedése a király koronázásának második évfordulóján ért véget, Balduin ugyanis ekkor lépett be a nagykorúságot jelentő tizenhatodik életévébe. A király nem borította fel a Szaladinnal kötött egyezményt, valamint kinevezte III. Joscelint Edessza névleges grófjának. Joscelin a király anyai ágról származó unokatestvére volt, akinek nem volt kilátása a trónra, és többször is bizonyította Balduinhoz való hűségét.
1177 novemberében „Balduin […] bebizonyította, hogy betegségéért a sors rendkívüli bátorsággal kárpótolta”. A Szaladinnal kötött béke eddigre lejárt, és a szultán ezt kihasználva a Földközi-tenger partvidékén átlépte az ország határát. Odo de Saint-Amand, a templomos lovagok nagymestere Gázánál állította fel a templomosok seregét, mivel úgy vélte, ez a támadás célpontja. Szaladin azonban kikerülte őket, és tovább haladt észak felé. Balduin egy ötszáz lovagot számláló sereg élén Aszkalonhoz vonult, hogy feltartóztassa a muszlimokat, azonban beszorították őket a város falai közé, így Szaladin gond nélkül haladhatott tovább Jeruzsálem felé.
Balduin erre visszahívta a templomosokat Gázából, és az egyesített sereg erőltetett menetben, északnak kanyarodva megkerülte Szaladint. November 25-én a szaracénok a Montgisard mellett fekvő hegyszoroson keltek át, mindössze huszonhét kilométerre a fővárostól. Balduin északról érkezett oda körülbelül ezer fővel: „az ifjú király bepólyázott kézzel a keresztények első sorában lovagolt, mellette az Igazi Kereszt olyan fényesen ragyogott, akár a nap”. A becslések szerint huszonhatezer fős szaracén sereget a keresztények szétverték, többségüket megölték, maga Szaladin is csak alig tudott elmenekülni.
Ugyancsak 1177-ben a király megengedte mostohaanyjának, Komnénosz Máriának, hogy feleségül menjen Ibelin Balianhoz. Az Ibelin család már eddig is nagy befolyásra tett szert, de az anyakirályné támogatását élvezve még jelentősebb szerephez jutottak a királyság életében.
Két évvel később, 1179. április 10-én a király éppen Banyasba tartott, amikor Szaladin unokaöccse rajtaütött. A királyt bekerítették, és miközben őt mentette meg, a királyság egyik legfontosabb kapitánya, II. Toroni Henfrid halálos sebet kapott.
1179-re felépült a templomosok Chastelet nevű vára semleges területen, és éppen ezért Balduin és Szaladin egyezsége szerint nem lett volna szabad felépíteni. A király ugyan megpróbálta visszatartani a templomosokat, de ők azzal érveltek, hogy rájuk nem vonatkozik a szultán és a király szerződése. Az építés ideje alatt a templomosok védelmi gyűrűt vontak a vár köré, de ahogy elkészült, a védelem elvonult, 1500 zsoldost és 60 templomos lovagot hagyva hátra. Szaladin erre nyomban megostromolta a várat, ám visszaverték. Június 10-én a templomos hadak és a királyi seregek átkeltek a Mardzs Ajunon, a gyaloghintóval közlekedő Balduin, III. Rajmund és Saint Amand vezetésével. A szaracén sereg megtámadta őket, és a templomosok, nem várva meg a királyi sereg hadrendbe állását, harcba bocsátkoztak velük. A kereszteseket legyőzték, Balduin és Rajmund elmenekült, Saint-Amand pedig fogságba esett, majd később damaszkuszi börtönében halt meg. Szaladin ezután Chastelet újabb ostromához fogott: augusztus 24-étől augusztus 29-éig ostromolta a várat, amelynek falai végül leomlottak, védőit pedig legyilkolták.

### A király és Lusignani Guido
1180 nyarán Balduin új férjet keresett nővérének, Szibillának. A kiszemelt Guy de Lusignan, vagy magyarul Lusignani Guidó lett, egy francia nemes, Lusignani Imre várkapitány fivére.

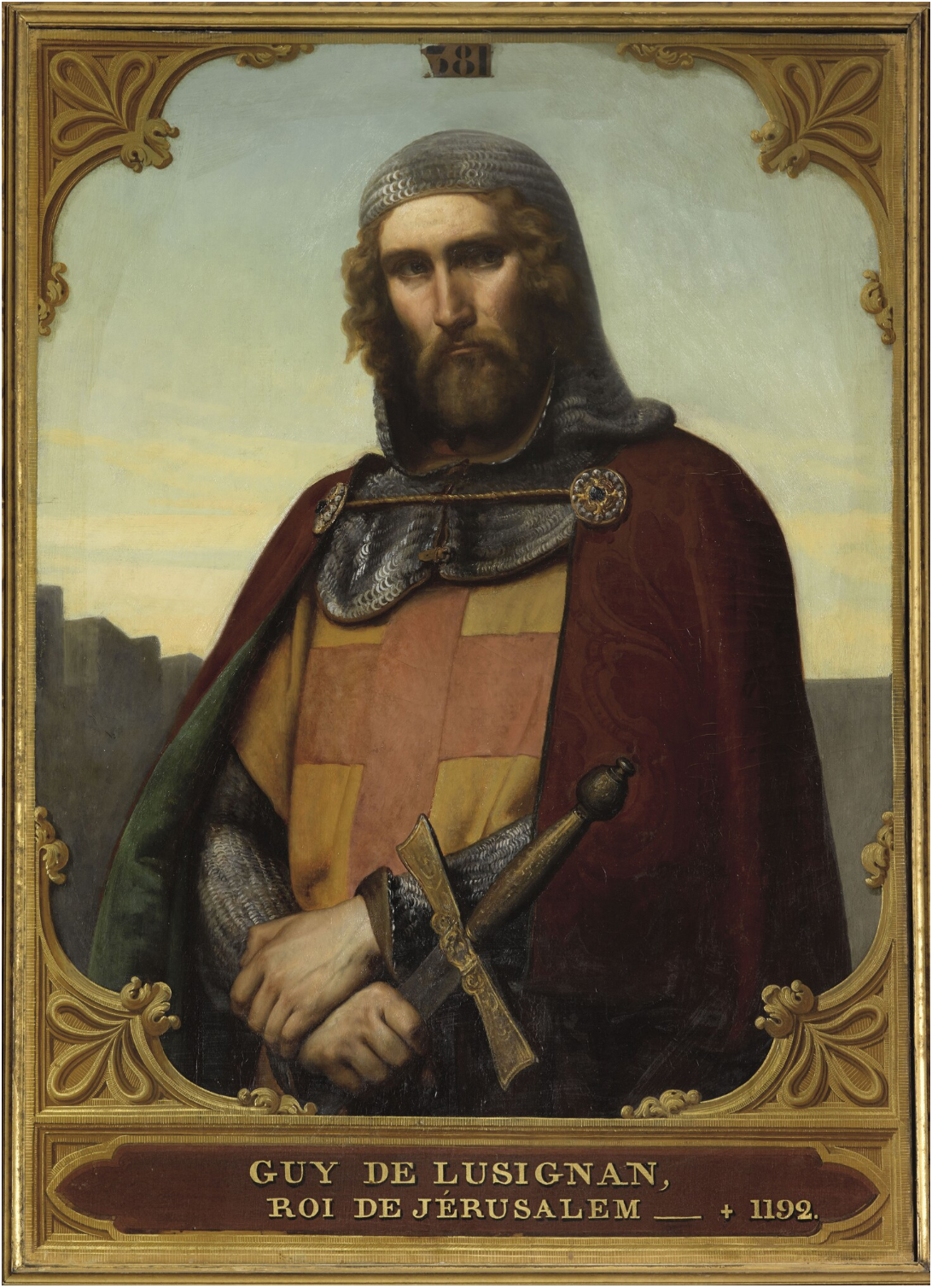
Lusignani Guidó

A házasságban valószínűleg nagy szerepe volt Türoszi Vilmosnak és Ágnes grófnének is. Türoszi Vilmos III. Hugó burgund herceghez, míg Ágnes grófné valamelyik Ibelin-sarjhoz szerette volna hozzáadni Szibillát, és így végül amolyan köztes megoldásként választották Guidót. II. Fülöp francia király trónra lépése ráadásul jelentősen előmozdította Guidót, lévén hogy hűbérese volt II. Henrik angol királynak, aki kénytelen volt elzarándokolni a pápához Thomas Becket meggyilkolása miatt.
A király úgyszintén közrejátszott abban, hogy nyolcéves féltestvére, Izabella feleségül menjen IV. Toroni Henfridhez, ezzel hálálva meg, hogy annak idején Humphrey nagyapja feláldozta érte az életét. Ezzel a lépéssel Izabella mindinkább Ágnes és az Ibelin-család ellenőrzése alá került, ami kapóra jött Balduinnak, hiszen húga akár trónkövetelőként is felléphetett volna.
A királyság eközben két párta szakadt: III. Rajmund, Balduin egykori régense, valamint a szentföldön született bárók békét akartak kötni Szaladinnal. Ezzel szemben Châtilloni Rajnald, az ispotályosok, Heraclius, az új pátriárka, valamint Guido a háborúskodás mellett álltak ki, és mindenféleképpen le akarták győzni Szaladint. Rajnald Kerak várából rendszeresen kifosztotta a muszlim karavánokat, noha Balduin és Szaladin 1180-ban kétéves fegyverszünetet kötöttek. Az egyezmény értelmében a keresztesek és a muszlimok egyaránt szabadon kereskedhettek egymás országaiban, illetve a mohamedánok szabad közlekedést kaptak a mekkai karavánúton, mely éppen Kerak lábainál vezetett. 1181-ben Rajnald kirabolta az egész zarándoksereget, Szaladin pedig az áruk visszaadását követelte. Balduin, „aki csaknem teljesen vakon nyomta az ágyat és már a nevét sem tudta aláírni”, teljesen tehetetlen volt Rajnalddal szemben. Ekkortájt szenvedett hajótörést az egyiptomi partoknál 1500 keresztény zarándok, akiket Szaladin nyomban elfogatott, és cserét ajánlott Rajnaldnak, aki azonban elutasította ezt.
1182-ben Szaladin seregei feldúlták Észak-Szíriát, Rajnald pedig egy flottát indított az iszlám két szent városa, Mekka és Medina ellen, ám kísérlete csúfos kudarccal végződött. Ezt, valamint a karavánutak fosztogatását Szaladin a Belvoir vár mellett zajló győztes csatában torolta meg.

Ugyanebben az évben nevezte ki a betegsége miatt megvakult és járni képtelen Balduin az ország régensének Lusignani Giudót.
1183-ban Guido részt vett Izabella hercegnő és IV. Humphrey esküvőjén, melyet Kerakban tartottak. A szertartás közben, november 20-án Szaladin seregekkel vonult a várhoz, hogy ostrom alá vegye azt. Balduin utasította Guidót, hogy törjön ki a várból, azonban a régens nem tett eleget a parancsnak. A király erre megfosztotta Guidót régensi kinevezésétől, és helyébe III. Rajmundot léptette, aki egyszer már betöltötte ezt a pozíciót. December 4-én, amikor Szaladin értesült róla, hogy III. Rajmund nagy sereggel közeledik a vár felmentésére, az ostromló csapatok visszavonultak. Guido a király és az uralkodóhoz hű lovagok és bárók haragja elől Aszkalonba menekült, és vele tartott Szibilla hercegnő is.

### Társuralkodása V. Balduinnal, halála
A trónörökösi címet Szibilla és Guido esküvője után ez utóbbi viselte, kizárva az örökösödésből mostohafiát, Balduint. Miután a király leváltotta régensi pozíciójából Guidót, megfosztotta trónörökösi rangjától is, mert „kíméletlen volt a haldokló királlyal”, és ezt még három fő támogatója, Ágnes grófné, a pátriárka és Szibilla sem tudta megakadályozni.

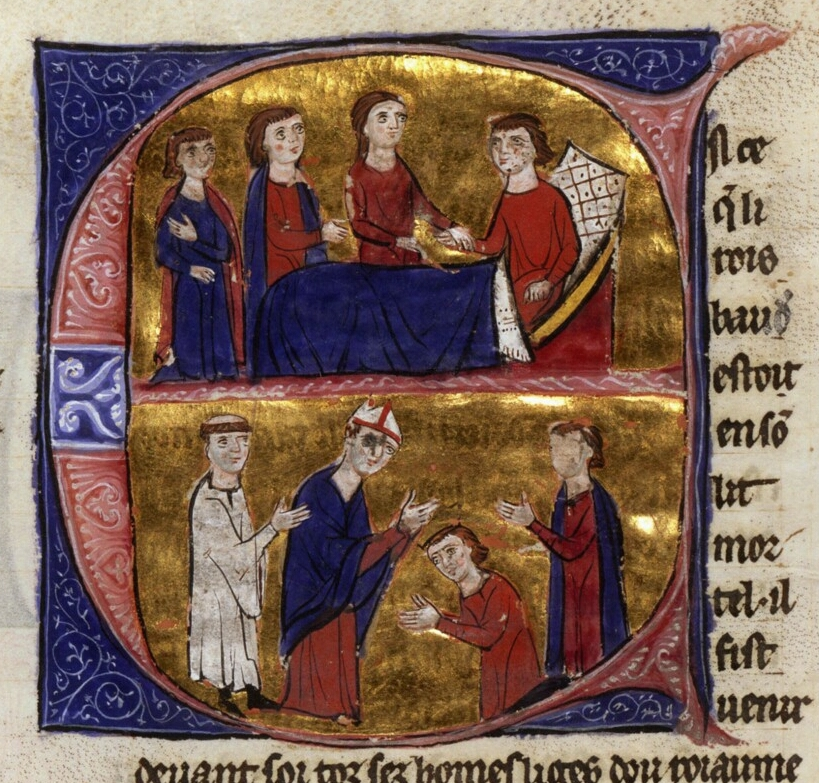
IV. Balduin halála és V. Balduin koronázása

Balduin ekkor unokaöccsét, Montferrati Balduint tette meg örökösének a nemesek és lovagok támogatásával, megint mellőzve Szibillát. Montferrati Balduin felügyelőjének III. Rajmundot nevezték ki, aki a terv szerint a királyság kormányzója és az ötéves gyermek régense lett volna, ha a király már nem képes ellátni feladatait, illetve az ő halála után. Balduin 1183. november 20-án társuralkodójává koronázta unokaöccsét, V. Balduin néven.
1184 első hónapjaiban Balduin megpróbálta felbontani Guido és Szibilla házasságát, azonban a pár sikeresen ellen tudott állni a királyi nyomásnak Aszkalonban. Az ispotályosok nagymestere, Heraclius pátriárka és Arnold de Torroge, a templomosok nagymestere felléptek Guido érdekében és a király ellenében. Balduin emiatt száműzte őket, ám később egy európai útra módosította az ítéletet, és azt a feladatot adta nekik, hogy próbálják meg kieszközölni egy újabb keresztes háború indítását.
A király ekkor már haldoklott, végül a fővárosban hunyt el, 1185. március 16-án, pár hónappal édesanyja eltávozta után. Utódja az V. Balduinként megkoronázott unokaöccse lett, III. Rajmund régenskedése alatt.

## Utóélete
Annak ellenére, hogy leprában szenvedett és több ízben is régenssel uralkodott, Balduin sokkal hosszabb ideig volt egyeduralkodó király, mint ahogyan azt el lehetett volna várni. Sikerült elodáznia a királyság végét, pedig akkora már nyilvánvalóvá vált, hogy a Szentföld el fog veszni a keresztények számára. Európában ezért, valamint tragikus élete miatt IV. Balduin mindig is nagy népszerűségnek és ismertségnek örvendett, életéről több könyvet is írtak.
Az egyik legismertebb szereplése a 2005-ben elkészített Mennyei királyság című filmben volt, ahol a leprás király szerepét Edward Norton játszotta el. Az alkotás egy békeszerető, felelősségteljes uralkodóként mutatja be Balduint, aki ezüst maszkot viselt leprája miatt. A maszk ötlete William Monahan forgatókönyvírótól származik, s bár a rendezői változat kommentárjában érdekes módon a rendező, Ridley Scott azt állítja, hogy a király a valóságban is viselt maszkot, ezt sem korabeli leírások, sem más történelmi bizonyítékok nem támasztják alá.

## Fordítás
- Ez a szócikk részben vagy egészben  a   Baldwin IV of Jerusalem című angol Wikipédia-szócikk ezen változatának fordításán alapul.  Az eredeti cikk szerkesztőit annak laptörténete sorolja fel. Ez a jelzés csupán a megfogalmazás eredetét és a szerzői jogokat jelzi, nem szolgál a cikkben szereplő információk forrásmegjelöléseként.